# Пупелиця
45°52′ пн. ш. 17°02′ сх. д. / 45.87° пн. ш. 17.03° сх. д.
Пупелиця (хорв. Pupelica) — населений пункт у Хорватії, в Б'єловарсько-Білогорській жупанії у складі громади Шандроваць.

## Населення
Населення за даними перепису 2011 року становило 171 осіб.
Динаміка чисельності населення поселення: